# Super Seria 2007: Mohegan Sun

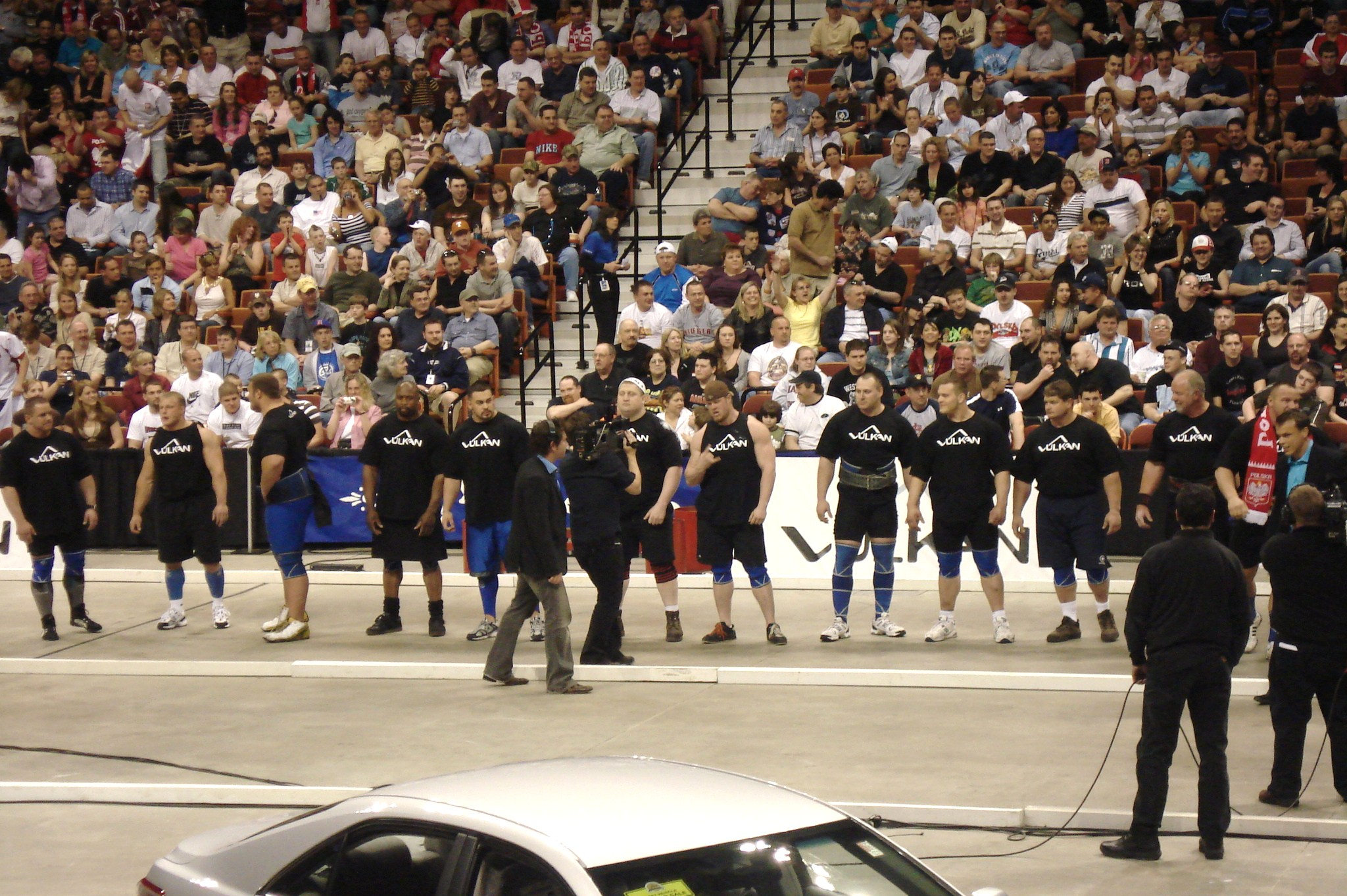
Super Seria 2007: Mohegan Sun Grand Prix – zawodnicy

Super Seria 2007: Mohegan Sun Grand Prix – indywidualne, pierwsze w 2007 r. zawody siłaczy z cyklu Super Serii.
Data: 22 kwietnia 2007

Miejsce: Mohegan Sun Casino & Resort, Uncasville (stan Connecticut)  Stany Zjednoczone
WYNIKI ZAWODÓW:
| Miejsce | Zawodnik             | Kraj              | Punkty |
| ------- | -------------------- | ----------------- | ------ |
| 1.      | Mariusz Pudzianowski | Polska            | 65     |
| 2.      | Kevin Nee            | Stany Zjednoczone | 56     |
| 3.      | Mark Felix           | Grenada           | 53     |
| 4.      | Jason Bergmann       | Stany Zjednoczone | 41     |
| 5.      | Terry Hollands       | Anglia            | 38     |
| 6.      | Mark Philippi        | Stany Zjednoczone | 36     |
| 7.      | Marshall White       | Stany Zjednoczone | 35,5   |
| 8.      | Darren Sadler        | Anglia            | 27     |
| 9.      | Vlad Alhadzhov       | Izrael            | 15     |
| 10.     | Louis-Philippe Jean  | Kanada            | 13     |
| 11.     | Odd Haugen           | Norwegia          | 11     |
| 12.     | Jessen Paulin        | Kanada            | 5      |

Czterech najlepszych zawodników zakwalifikowało się do indywidualnych Mistrzostw Świata Strongman 2007.